# 紫閃蛺蝶
紫閃蛺蝶（学名：Apatura iris）是一种温带蝴蝶，分布地在歐洲和亞洲。习惯高飛在樹林頂上，地上如果有腐屍雄蝶會被吸引而前往攝食。

## 描述
成年蝴蝶的翅膀为深棕色，上面有白色的线条以及小的橙色环。雄性有闪亮的蓝紫色光泽，雌性则没有。毛虫为绿色，上面有白色和黄色斑点，并有两个大触角。